# Athanasius Atule Usuh
Athanasius Atule Usuh (* 2. Mai 1942 in Mbagen; † 14. Juli 2016) war ein nigerianischer Geistlicher und römisch-katholischer Bischof von Makurdi. 

## Leben
Athanasius Atule Usuh empfing am 19. Dezember 1971 die Priesterweihe für das Bistum Makurdi.
Papst Johannes Paul II. ernannte ihn am 18. November 1987 zum Koadjutorbischof von Makurdi. Die Bischofsweihe spendete ihm der Papst persönlich am 6. Januar des nächsten Jahres; Mitkonsekratoren waren die Kurienerzbischöfe Eduardo Martínez Somalo, Substitut des Staatssekretariates, und Giovanni Battista Re, Sekretär der Kongregation für die Bischöfe.
Mit dem Rücktritt Donal Joseph Murrays CSSp am 2. Juni 1989 folgte er diesem im Amt des Bischofs von Makurdi nach. Seinen altersbedingten Rücktritt nahm Papst Franziskus am 28. März 2015 an.